# پریبوی (ولادیچین خان)
پریبوی (به صربی: Priboj) یک منطقهٔ مسکونی در صربستان است که در ولادیچین خان واقع شده‌است. پریبوی ۲۹۲ نفر جمعیت دارد.